# Arma Submarina Española
El Arma Submarina, también llamada Flotilla de Submarinos (FLOSUB), es el componente submarino de la Armada Española desde 1915. Su misión es la protección submarina de la flota, mediante la eliminación de las amenazas de superficie y submarinas que puedan impedir la libre actuación de la Armada. También, tiene como misión la recolección de inteligencia, misiones de reconocimiento e información en zonas avanzadas para apoyo a una fuerza naval y misiones de infiltración en la costa de comandos de operaciones especiales.

## Historia
La historia del arma submarina se remonta hasta la Ley del 7 de enero de 1908, cuando por primera vez eran mencionados los submarinos:

Tres destroyers de unas trescientas cincuenta toneladas, a seis mil pesetas la tonelada con armamento completo o tres sumergibles o submarinos de doscientas cincuenta a trescientas toneladas, a siete mil pesetas la tonelada con armamento completo y garantía de constructor especial de esta clase de buques: 6.300.000 pesetas

Sin embargo, estos tres submarinos no se construyeron, sino que se optó por los destructores.
En 1912, el presidente del gobierno, José Canalejas, recabó el concurso de la Armada y estableció un anteproyecto naval compuesto por:
- 3 acorazados de 21 000 toneladas.
- 3 destructores de 1000 toneladas.
- 6 sumergibles de 400 toneladas en superficie.
- 9 torpederos de 250 toneladas.
- 4 cañoneros de 1500 toneladas.

Este programa no pudo ser propuesto debido a que el presidente Canalejas fue asesinado el 12 de noviembre de 1912 y su proyecto quedó olvidado. Posteriormente, hubo diversos proyectos propuestos por el ministro de Marina, Amalio Gimeo o el almirante Augusto Miranda y Godoy, pero ninguno se finalizó debido a la inestabilidad política interna del país.
Finalmente, no fue hasta el 17 de febrero de 1915, cuando el Arma Submarina se puso en marcha con la firma del rey Alfonso XIII en la llamada «Ley Miranda», que preveía la construcción de hasta 28 sumergibles. Se compraron el Isaac Peral (A-0) a Estados Unidos y otros 3 a Italia de la clase F (en España se llamaron clase A).
En 1921, el Arma Submarina participó en la guerra del Rif, evacuando a personal civil así como transportando provisiones al ejército, lo que provocó las primeras bajas en la flotilla. En esta época estaban en servicio los submarinos clase A, o Laurentini, y clase B.

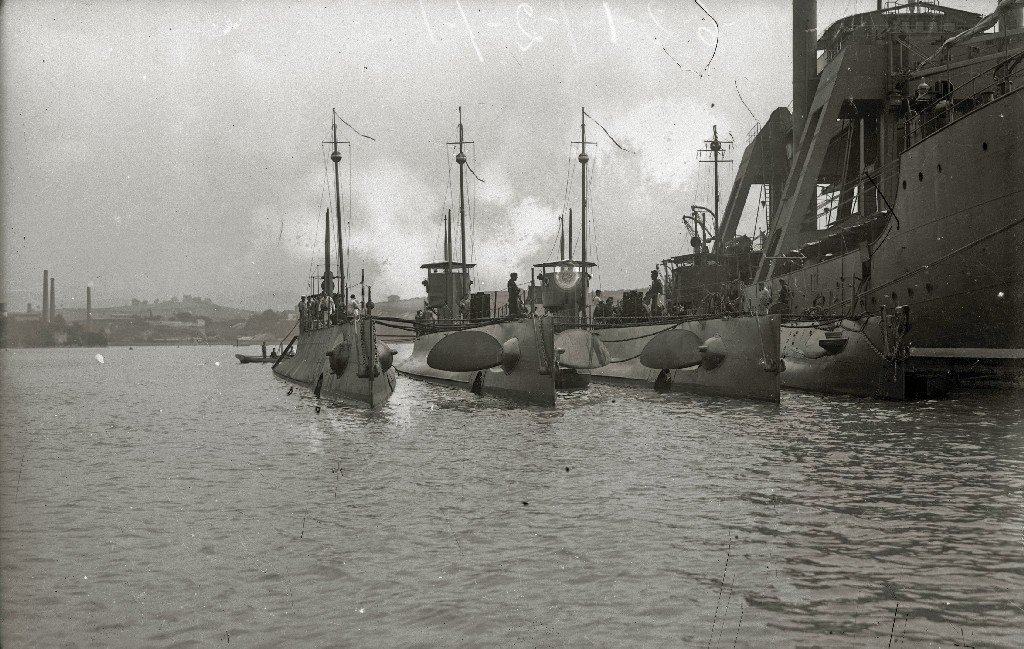
Submarinos clase B junto al buque de apoyo Kanguro en Pasajes (1922).

Por la Ley del 22 de febrero de 1922, se inicia la nueva serie de submarinos construidos en Cartagena, conocidos como la clase C, que supusieron un notable avance con respecto a las otras clases, pues estos se hicieron más grandes y resistentes para subsanar los defectos de los anteriores.
La lectura de un relato fúnebre, el de la pérdida del submarino italiano F-14 en aguas del Adriático, recuperado con extrema diligencia, pero con la dotación ya fallecida, dio motivo al capitán de corbeta Arturo Génova Torruella a pensar, por primera vez, en diseñar un procedimiento original para salvar la tripulación de un submarino accidentado en iguales o parecidas circunstancias que el desgraciado F-14. Así nació el «ascensor submarino», más conocido en nuestra flotilla como la «boya Génova» en honor a su inventor. Consistía, como su propio nombre indica, en una boya metálica resistente hasta los 140 metros de profundidad que podía, con un hombre a bordo, subir hasta la superficie y, una vez evacuado el náufrago, volver hasta su alojamiento en el submarino para recoger el próximo tripulante.
Ya en época republicana, se planteó un nuevo Plan Naval, que preveía la construcción de cinco nuevos submarinos de 1000 tonaledas (dos de ellos minadores). La construcción de estos fue muy lenta, y con el estallido de la guerra civil, ninguno de los submarinos estaba listo.
El Arma Submarina no tuvo relativa notoriedad en el periodo del franquismo, el cual fue renovando la flotilla pero sin ningún objetivo claro.

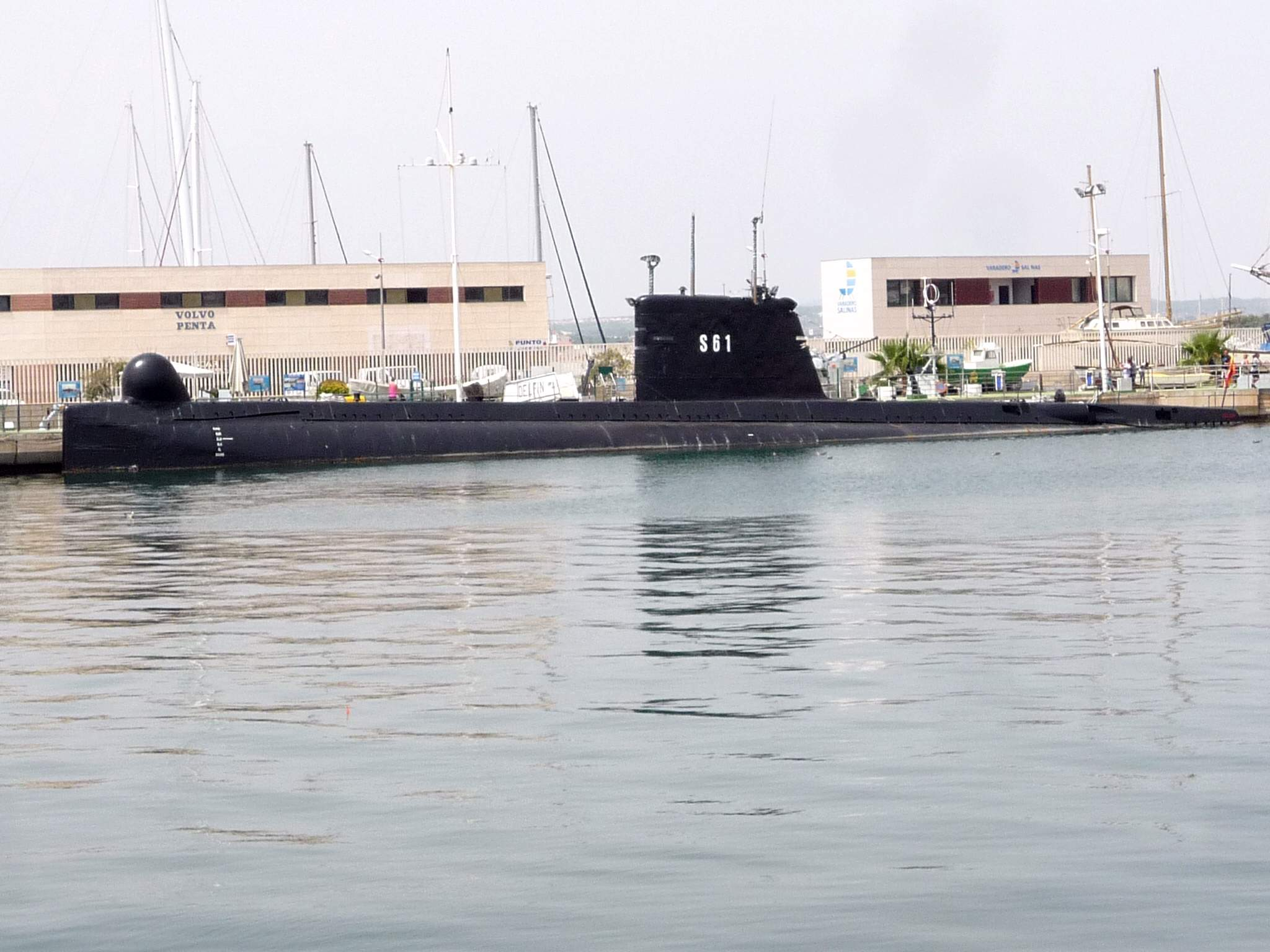
El Delfín (S-61), preservado como buque museo en Torrevieja (Alicante).

En las dos primeras décadas del siglo XXI, tras el cese en 2006 del último submarino de la Clase Delfín, los submarinos en servicio en la Armada eran los cuatro de la clase Galerna. El Siroco S-72 fue dado de baja en 2012 debido a su antigüedad y la falta de presupuesto para su renovación en plena crisis económica. El Galerna S-71 comenzó su quinta gran carena en 2017, que resultó mucho más cara de lo previsto y lo tuvo inmovilizado hasta 2021. El Mistral S-73 fue dado de baja en 2020 debido al alto coste que supondría realizar otra gran carena. Por último, el Tramontana S-74 fue amarrado definitivamente en 2023 y dado de baja oficialmente en 2024.Los sustitutos de los Galerna fueron los submarinos de la Clase S-80 Plus, que se esperaba inicialmente que entrasen en servicio en 2012, pero cuyo primera entrega no se produjo hasta 2023.
Por otra parte, a principios de agosto de 2020 el Ministerio de Hacienda autorizó la construcción de un buque de apoyo submarino de la familia BAM.

## Organización
La organización del Arma Submarina es la siguiente:
- Almirante de la Flota (ALFLOT)
  - Comandante de la Flotilla de Submarinos (COMSUBMAR)
    - Estado Mayor
    - Base de Submarinos
    - Sección de Adiestramiento
    - Centro de Programas Tácticos de Submarinos (CPTSUB)
    - Submarino Isaac Peral
- Presidente de la Junta de Táctica de la Flota (PREJUTAC)
  - PREGRUSUB
  - GRUSUB. Secretaría
- ALPER
  - ADIENA
    - DIRESUBMAR
    - Jefatura de Estudios
      - Armas
      - Táctica. Sección de Idiomas
      - Energía y Propulsión
      - Sección Técnica

## Unidades activas

### Clase Galerna
| Identificativo | Nombre  | Fecha botadura | Fecha entrada en servicio | Código de llamada | Imagen |
| -------------- | ------- | -------------- | ------------------------- | ----------------- | ------ |
| S-71           | Galerna | 12-05-1981     | 21-01-1983                | [ 12 ]            |        |

### Clase Isaac Peral
| Identificativo | Nombre      | Fecha de botadura | Entrada en servicio     | Código de llamada | Imagen |
| -------------- | ----------- | ----------------- | ----------------------- | ----------------- | ------ |
| S-81           | Isaac Peral | 7 de mayo de 2021 | 30 de noviembre de 2023 |                   |        |

## En construcción
El futuro del Arma Submarina se centra en la nueva clase de submarinos de construcción nacional, los S-80 Plus.
- Narciso Monturiol (S-82): En construcción. Aproximadamente entrará en servicio activo en 2024.
- Cosme García (S-83): En construcción. Aproximadamente entrará en servicio activo en 2026.
- Mateo García de los Reyes (S-84): En construcción. Aproximadamente entrará en servicio activo en 2027.

## Submarinos conservados
Algunos submarinos españoles retirados han sido preservados como buque museo:
- El Peral de 1888 en Cartagena (Murcia).
- Las dos unidades de la Clase Foca: el SA-41 en Mahón (Islas Baleares) y el SA-42 en Cartagena (Murcia).
- Las dos unidades de la Clase Tiburón: el SA-51 en Barcelona (Cataluña) y el SA-52 en Cartagena (Murcia).
- El Delfín (S-61), de la clase Daphne (S-60) está amarrado en Torrevieja (Provincia de Alicante, Comunidad Valenciana). A diferencia de los otros submarinos no está anclado en tierra firme sino amarrado en el puerto, convirtiéndose así en el primer “museo flotante” de estas características en España.

En 2020 se estaba estudiando que el Tonina (S-62) pudiese acabar de buque museo en Cartagena.

## Distintivos del personal de submarinos
| Sub1                                   |
| Especialidad de Submarinos (oficiales) |

| Sub2                                             |
| Aptitud de Submarinos (suboficiales y marinería) |